# Grande Prêmio da Áustria de 2023
O Grande Prêmio da Áustria de 2023 (oficialmente denominado Formula 1 Rolex Grosser Preis Von Österreich 2023) foi a nona etapa da temporada de 2023 da Fórmula 1, disputada em 2 de Julho de 2023 no Red Bull Ring, Spielberg, Estíria, Áustria.
Lewis Hamilton, Valtteri Bottas, Max Verstappen e Charles Leclerc são os únicos pilotos em atividade que venceram na Áustria.
Max Verstappen conquistou sua 42ª vitória e superou a marca de Ayrton Senna. Charles Leclerc e Sergio Perez terminaram em segundo e terceiro lugar, respectivamente, no pódio.
Foi o segundo GP do ano a ser disputado no formato sprint.

## Contexto

### Escolhas de pneus
| Pneus para pista seca | Pneus para pista seca | Pneus para pista seca | Pneus para chuva | Pneus para chuva |
| --------------------- | --------------------- | --------------------- | ---------------- | ---------------- |
| Duros (Tipo C3)       | Médios (Tipo C4)      | Macios (Tipo C5)      | Intermediários   | Chuva            |